# 田澤聡
田澤 聡（たざわ そう、1982年4月2日 - ）は、日本の男性総合格闘家。山形県東田川郡庄内町出身。GUTSMAN・修斗道場所属。

## 来歴
2003年10月31日、ホソイ・タカヒロ戦でプロ修斗デビューを果たし、1Rに一本勝ちを収めた。
2004年4月16日、新人王トーナメントのフェザー級（-60kg）1回戦で亘理崇麿に判定勝ち、9月26日、準決勝で鈴木徹に判定勝ち。11月25日、決勝戦で岡嵜康悦と対戦し、5分2Rの本戦では岡嵜の反則もありドローとなったものの、逆に延長戦では田澤がペダラーダで失格となり、新人王を逃した（公式記録は本戦のみ扱うため引き分け）。
2006年11月4日、岡嵜康悦と2年振りに再戦し判定負け。3週間後の11月25日にはCAGE FORCEのCAGE FORCE 01に出場するも山本篤に判定負けを喫した。
2007年3月16日、修斗で上田将勝と対戦し、スピニングチョークで一本負けし、3連敗となった。
2008年1月26日、修斗世界バンタム級（-56kg）王者BJと対戦し、3Rに腕ひしぎ十字固めで一本勝ちを収め連敗から脱出した。11月29日、扇久保博正との対戦は判定1-0で引き分けた。
2009年3月20日、修斗世界フェザー級チャンピオンシップで上田将勝と再戦し、0-3の判定負けを喫し王座獲得に失敗した。

## 戦績
| 総合格闘技 戦績 | 総合格闘技 戦績 | 総合格闘技 戦績 | 総合格闘技 戦績 | 総合格闘技 戦績 | 総合格闘技 戦績 | 総合格闘技 戦績 |
| --------------- | --------------- | --------------- | --------------- | --------------- | --------------- | --------------- |
| 19 試合         | (T)KO           | 一本            | 判定            | その他          | 引き分け        | 無効試合        |
| 8 勝            | 2               | 2               | 4               | 0               | 4               | 0               |
| 7 敗            | 0               | 3               | 4               | 0               | 4               | 0               |

| 勝敗 | 対戦相手         | 試合結果                           | 大会名                                                                                    | 開催年月日     |
| ×    | 扇久保博正       | 5分3R終了 判定0-3                  | 修斗 The Way of SHOOTO 05 〜Like a Tiger, Like a Dragon〜                                 | 2010年9月23日  |
| ×    | 松本輝之         | 1R 3:03 腕ひしぎ十字固め           | 修斗 SHOOTING DISCO 12 〜Stand by Me〜                                                    | 2010年6月6日   |
| △    | 石澤大介         | 5分2R終了 判定0-0                  | 修斗 SPIRIT 2010 Spring                                                                   | 2010年3月7日   |
| ×    | 勝村周一朗       | 1R 3:54 フロントスリーパーホールド | 修斗 REVOLUTIONARY EXCHANGES 3                                                            | 2009年11月23日 |
| ×    | 上田将勝         | 5分3R終了 判定0-3                  | "修斗伝承 06" ROAD TO 20th ANNIVERSARY 【修斗世界フェザー級チャンピオンシップ】           | 2009年3月20日  |
| △    | 扇久保博正       | 5分3R終了 判定1-0                  | "修斗伝承 04" ROAD TO 20th ANNIVERSARY                                                    | 2008年11月29日 |
| ○    | KODO             | 5分3R終了 判定3-0                  | 修斗 SHOOTING DISCO 5 〜アース ウィンド アンド ファイター 大地と風と戦士〜                | 2008年6月21日  |
| ○    | BJ               | 3R 3:32 腕ひしぎ十字固め           | 修斗 BACK TO OUR ROOTS 07                                                                 | 2008年1月26日  |
| △    | 徹肌ィ郎         | 5分3R終了 判定1-1                  | 修斗 SHOOTING DISCO 2 〜今夜はヒートアップ〜                                              | 2007年8月5日   |
| ×    | 上田将勝         | 3R 2:00 スピニングチョーク         | 修斗 BACK TO OUR ROOTS 02                                                                 | 2007年3月16日  |
| ×    | 山本篤           | 5分2R終了 判定0-2                  | CAGE FORCE 01                                                                             | 2006年11月25日 |
| ×    | 岡嵜康悦         | 5分3R終了 判定0-3                  | 修斗 SHOOTO GIG WEST 6                                                                    | 2006年11月4日  |
| ○    | 田中寛之         | 5分3R終了 判定3-0                  | 修斗                                                                                      | 2006年7月21日  |
| ○    | 小塚誠司         | 2R 0:20 TKO（カット）              | 修斗                                                                                      | 2005年2月6日   |
| △    | 岡嵜康悦         | 5分2R終了 判定0-0                  | 修斗 THE ROOKIE TOURNAMENT 2004 FINAL 【新人王決定トーナメント フェザー級 決勝】          | 2004年11月25日 |
| ○    | 鈴木徹           | 5分2R終了 判定2-0                  | 修斗 【新人王決定トーナメント フェザー級 準決勝】                                         | 2004年9月26日  |
| ○    | 大沢ケンジ       | 1R 2:33 TKO（カット）              | 修斗 下北沢修斗劇場 第9弾 〜青春の門 鍛錬編〜                                             | 2004年7月4日   |
| ○    | 亘理崇麿         | 5分2R終了 判定3-0                  | 修斗 下北沢修斗劇場 第8弾 〜熱中時代 稽古編〜 【新人王決定トーナメント フェザー級 1回戦】 | 2004年4月16日  |
| ○    | ホソイ・タカヒロ | 1R 0:58 チキンウィングアームロック | 修斗 下北沢修斗劇場 第7弾 〜若大将は誰だ!〜                                               | 2003年10月31日 |